# 墨士廉
墨士廉（2006年9月12日—），新加坡男子帆船运动员，2022年世界锦标赛男子风筝板银牌得主、2023年世界锦标赛男子风筝板金牌得主、2022年亚洲运动会男子风筝板金牌得主。